# Знамениті любовні історії
«Знамениті любовні історії» (фр. Amours célèbres) — французька романтична кінокомедія 1961 року режисера Мішеля Буарона, екранізація за мотивами вертикального коміксу Поля Гордо. Фільм складається з чотирьох новел, які розповідають про знамениті любовні історії, але не претендують при цьому на історичну достовірність.

## Сюжет
Фільм складається з чотирьох новел, які розповідають про знамениті любовні історії, але не претендують при цьому на історичну достовірність.

## У ролях
«Льозен»
- Жан-Поль Бельмондо — Льозен, коханець мадам де Монако
- Дані Робен — мадам де Монако, куртизанка
- Філіпп Нуаре — король Людовик XIV
- Мішель Галабрю — Шампань, слуга короля

«Жені де Лякур»
- Симона Синьйоре — Жені де Лякур
- П'єр Ванек[fr] — Рене де ля Рош

Агнес Бернауер
- Бріжіт Бардо — Агнеса Бернауер[de]
- Ален Делон  — Альберт, герцог Баварії
- Сюзанна Флон — Урсула, маркграфиня
- Жан-Клод Бріалі — Ерік Торінг
- П'єр Брассер — Великий герцог Ернест

Акторки
- Едвіж Феєр — мадемуазель Рокур
- Анні Жирардо — панна Дюшеснуа
- Жан Десаї[fr] — барон Адрієн де Жоншер
- П'єр Дюкс[fr] — Тальма
- Марі Лафоре — панна Жорж

## Знімальна група
- Режисер — Мішель Буарон
- Сценаристи — Марсель Ашар, Франсуаза Жиро, Мішель Одіар, Паскаль Жарден, Жак Превер, Франс Рош
- Оператор — Робер Лефевр
- Композитор — Моріс Жарр
- Художник — Жорж Вахевич